# أولاد سعيد (إقليم سطات)
أولاد سعيد هي جماعة إقليمية في إقليم سطات ضمن جهة الشاوية ورديغة بالغرب المغربي التابعة للتقسيم الاداري لجهة الداربيضاء سطات . كان مجموع عدد سكان الجماعة القروية أولاد سعيد 9.720 نسمة.(تعداد السكان الرسمي 2004)